# Cefalosporina

Estructura del nucli de les cefalosporines

Estructura de les cefalosporines clàssiques

Les cefalosporines són una classe d'antibiòtics β-lactàmics originàriament derivats del gènere Acremonium. Junt amb les cefamicines fan un subgrup d'antibiòtics β-lactàmics anomenats cefems.

## Història
Els compostos de cefalosporina van ser aïllats de cultius de Cephalosporium acremonium del clavegueram de Sardenya el 1948 per Giuseppe Brotzu. Ell s'adonà que aquests cultius eren efectius contra Salmonella typhi, que causa la febre tifoidal, que té β-lactamasa. Guy Newton i Edward Abraham,  a la Sir William Dunn School of Pathology de la Universitat d'Oxford, aïllaren la cefalosporina C, que té un nucli anàleg al de la penicil·lina. Amb la seva modificació es van produir antibiòtics útils clínicament i el medicament cefalotin va ser posat al mercat per Eli Lilly and Company el 1964.

## Ús clínic
Les cefalosporines estan indicades en la profilaxi i tractament d'infeccions causades per bacteris susceptibles a aquesta forma d'antibiòtic. Les primeres generacions de cefalosporines són predominantment actives contra bacteris grampositius i les generacions successives han incrementat l'acció contra els bacteris gramnegatius.

### Efectes adversos
Més d'1 per cent dels pacients tractats amb cefalosporina presenta diarrea, nàusees, vòmit, problemes electrolítics, dolor o inflamació en la zona de la injecció.